# TOLIMAN
TOLIMAN (Telescope for Orbit Locus Interferometric Monitoring of our Astronomical Neighbourhood, lié au nom arabe d'Alpha du Centaure, الظَّلِيمَان aẓ-Ẓalīmān) est un télescope spatial australo-américain de très petite taille (CubeSat 16U) dont l'objectif est de détecter des exoplanètes via la méthode d'astrométrie en ciblant plus précisément le système d'Alpha du Centaure.  
TOLIMAN se concentrera sur les étoiles à moins de 10 parsecs du Soleil. Le télescope, encore en construction, devrait être lancé en orbite terrestre basse en 2026. La mission impliquera des scientifiques de l'université de Sydney, de Saber Astronautics en Australie, de Breakthrough Initiatives et du Jet Propulsion Laboratory de la NASA.